# Juan Gil Preciado (Jalisco)
Juan Gil Preciado es una localidad del estado mexicano de Jalisco. Es parte del municipio de Villa Corona.

## Toponimia
El nombre de la localidad rinde homenaje a Juan Gil Preciado, gobernador de Jalisco de 1959 a 1964.

## Demografía
| Gráfica de evolución demográfica |
|                                  |

| Censo | Población |
| ----- | --------- |
| 1970  | 976       |
| 1980  | 1 409     |
| 1990  | 2 070     |
| 2000  | 2 221     |
| 2010  | 2 258     |
| 2020  | 2 858     |